# Asbjørn Osnes
Asbjørn Osnes (ur. 21 kwietnia 1932 w Hønefoss, zm. 22 września 2011 w Jevnaker) – norweski skoczek narciarski, uczestnik Zimowych Igrzysk Olimpijskich 1956.
W konkursie olimpijskim w 1956 w Cortinie d’Ampezzo zajął 18. miejsce. W latach 1955–1962 startował w Turnieju Czterech Skoczni. Najwyższe miejsce zajął w konkursie rozegranym 1 stycznia 1956 w Partenkirchen, gdzie był piąty. Wziął udział także w konkursie skoków na Mistrzostwach Świata w Narciarstwie Klasycznym 1958 i w nim również zajął piąte miejsce.
W 1958 na skoczni Vikersundbakken skoczył 108,5 metra i tym samym poprawił ówczesny rekord Arne Hoela.

## Osiągnięcia

### Igrzyska olimpijskie
| Igrzyska                | Data          | Skocznia | Konkurs | Skok 1    | Skok 1 | Skok 2    | Skok 2 | Nota łączna | Miejsce | Strata | Zwycięzca       | Źródło      |
| Igrzyska                | Data          | Skocznia | Konkurs | Odległość | Nota   | Odległość | Nota   | Nota łączna | Miejsce | Strata | Zwycięzca       | Źródło      |
| ----------------------- | ------------- | -------- | ------- | --------- | ------ | --------- | ------ | ----------- | ------- | ------ | --------------- | ----------- |
| 1956, Cortina d’Ampezzo | 5 lutego 1956 | normalna | ind.    | 75,5      | 102,0  | 72,0      | 97,5   | 199,5       | 18.     | 27,5   | Antti Hyvärinen | [ 1 ] [ 4 ] |

### Mistrzostwa świata
| Mistrzostwa | Data         | Skocznia | Konkurs | Skok 1 | Skok 2 | Nota  | Miejsce | Strata | Zwycięzca       | Źródło |
| ----------- | ------------ | -------- | ------- | ------ | ------ | ----- | ------- | ------ | --------------- | ------ |
| 1958, Lahti | 9 marca 1958 | duża     | ind.    | 68,5   | 64,5   | 175,8 | 5.      | 15,0   | Juhani Kärkinen | [ 5 ]  |